# Hard bop
Hard bop é um subgênero de jazz, trata-se de uma evolução do bebop ou bop, com influências do rhythm and blues, gospel, e blues, sendo no caso do último principalmente no saxofone e no piano. Desenvolveu-se durante as décadas de 1950 e 1960
Entre os músicos de Hard bop estão: Cannonball Adderley, Art Blakey, Clifford Brown, Donald Byrd, Sonny Clark, John Coltrane, Lou Donaldson, Miles Davis, Kenny Drew, Benny Golson, Dexter Gordon, Joe Henderson, Andrew Hill, Freddie Hubbard,  Jackie McLean, Charles Mingus, Blue Mitchell, Hank Mobley, Thelonious Monk, Lee Morgan, Sonny Rollins   e  Horace Silver.